# ويليام س. فور
ويليام س. فور (بالإنجليزية: William C. Faure)‏ هو كاتب سيناريو ومخرج جنوب أفريقي، ولد في 17 يوليو 1949 في جنوب أفريقيا، وتوفي في 18 أكتوبر 1994 في جوهانسبرغ في جنوب أفريقيا.

## وصلات خارجية
- ويليام س. فور على موقع IMDb (الإنجليزية)
- ويليام س. فور على موقع أول موفي (الإنجليزية)
- ويليام س. فور على موقع قاعدة بيانات الفيلم (الإنجليزية)
- ويليام س. فور على موقع كينوبويسك (الروسية)